# 후나하시 교타
후나하시 교타(일본어: 舩橋 京汰, 2005년 7월 31일~)는 일본의 축구 선수이다.

## 구단 경력
그는 2023년 J2리그의 주빌로 이와타에 입단했다. 2024년 에히메 FC로 이적했다.